# Komitat Eisenburg
Das Komitat Vas, auch Komitat Eisenburg genannt (ungarisch Vas vármegye, lateinisch comitatus Castriferreiensis), war eine Verwaltungseinheit im Westen des Königreichs Ungarn. Verwaltungssitz war Szombathely (Steinamanger).

## Geographie

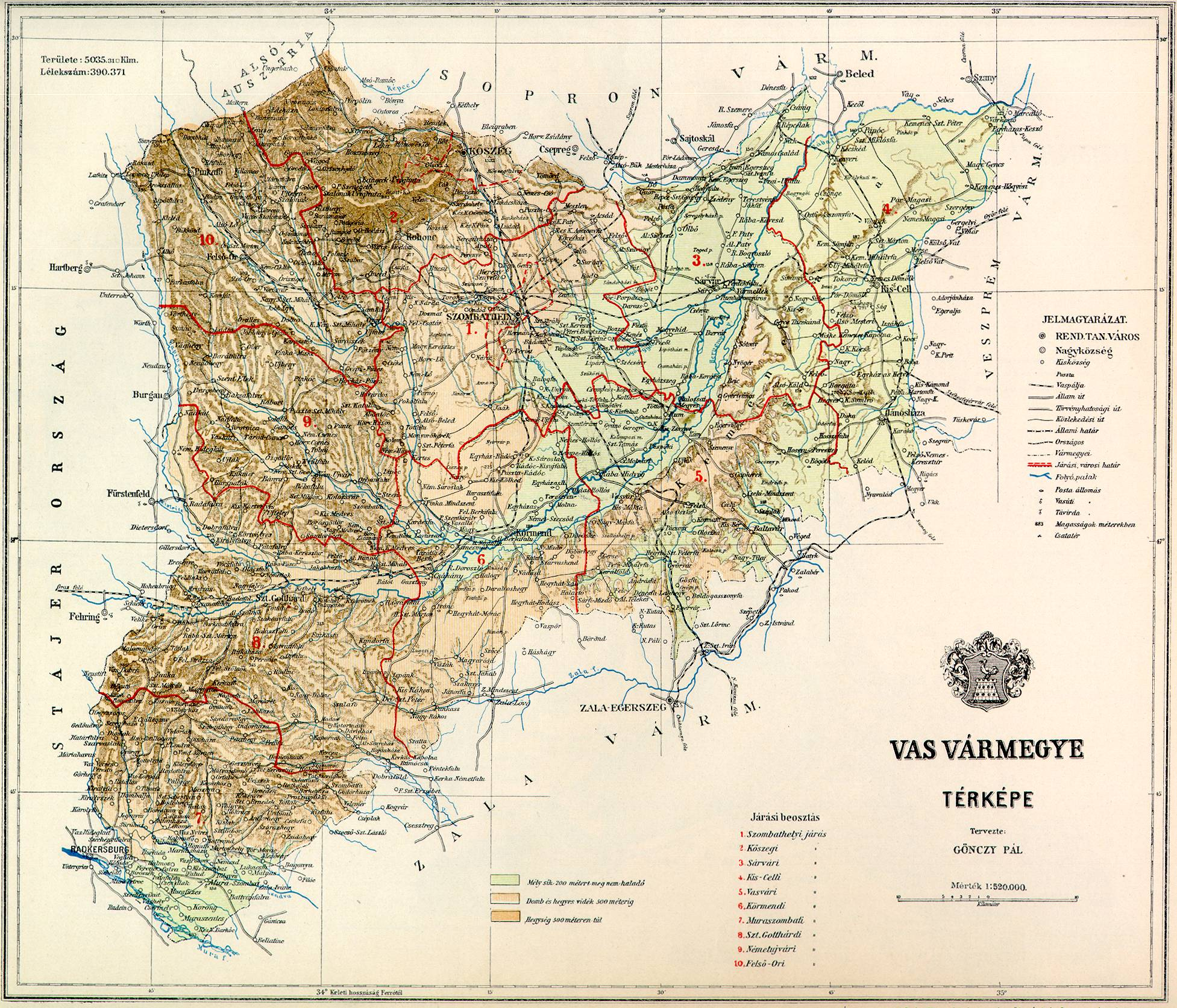
Karte des Komitats Eisenburg um 1890

Das Komitat grenzte an die österreichischen Kronländer Niederösterreich und Steiermark sowie die ungarischen Komitate Ödenburg (Sopron), Wesprim (Veszprém) und Zala. Es erstreckte sich zwischen der Mur im Süden, den Alpen im Westen und dem Fluss Marcal im Osten, dabei wurde es von der Raab durchflossen.
Das Gebiet liegt im heutigen Westungarn auf der Fläche des heutigen Komitats Vas sowie in den östlichen Landesteilen Österreichs (auf dem Gebiet des heutigen Burgenlands) und dem nördlichen Slowenien (Prekmurje).

## Geschichte
Das Komitat entstand im 11. Jahrhundert und bestand in dieser Form bis 1918. Der westliche Teil kam zu dem erst 1921 offiziell entstandenen Burgenland in Österreich, während der restliche östliche Teil bei Ungarn verblieb. Nur im Süden wurde ein kleiner Teil, das sogenannte Übermurgebiet an das Königreich der Serben, Kroaten und Slowenen abgetreten. Durch die große Komitatsreform 1950 kam ein Teil des Komitats Sopron zum Komitatsgebiet hinzu, im Gegenzug kamen einige Gemeinden nördlich von Zalaegerszeg zum Komitat Zala und ein kleines Gebiet westlich von Pápa zum Komitat Veszprém. Siehe weiter dazu unter Komitat Vas.

## Bezirksunterteilung
Im frühen 20. Jahrhundert bestanden folgende Stuhlbezirke (nach dem Namen des Verwaltungssitzes benannt):
| Stuhlbezirke (járások)                   | Stuhlbezirke (járások)           |
| Stuhlbezirk                              | Verwaltungssitz                  |
| ---------------------------------------- | -------------------------------- |
| Celldömölk                               | Celldömölk                       |
| Felsőőr                                  | Felsőőr, heute Oberwart          |
| Körmend                                  | Körmend                          |
| Kőszeg                                   | Kőszeg                           |
| Muraszombat                              | Muraszombat, heute Murska Sobota |
| Németújvár                               | Németújvár, heute Güssing        |
| Sárvár                                   | Sárvár                           |
| Szentgotthárd                            | Szentgotthárd                    |
| Szombathely                              | Szombathely                      |
| Vasvár                                   | Vasvár                           |
| Stadtbezirke (rendezett tanácsú városok) |                                  |
| Kőszeg                                   |                                  |
| Szombathely                              |                                  |

Die Städte Oberwart und Güssing liegen im heutigen Österreich, Murska Sobota im heutigen Slowenien, alle anderen Orte im heutigen Ungarn.
Die Stuhlbezirke Oberwart und Güssing entsprechen den Bezirken Oberwart und Güssing des Burgenlandes. Der Stuhlbezirk St. Gotthard (Szentgotthárd) musste 1921 durch die Bildung des Burgenlandes seinen deutsch- und kroatischsprachigen Westteil abgeben, aus dem der Bezirk Jennersdorf gebildet wurde. Weiters kam ein Teil des Stuhlbezirks Güns (Kőszeg) zum Bezirk Oberwart sowie zum Bezirk Oberpullendorf, dessen Hauptteil vorher zum Komitat Ödenburg gehörte.